# Зиферсхитен
Зиферсхитен (њем. Sievershütten) општина је у њемачкој савезној држави Шлезвиг-Холштајн. Једно је од 95 општинских средишта округа Зегеберг. Према процјени из 2010. у општини је живјело 1.190 становника. Посједује регионалну шифру (AGS) 1060077.

## Географски и демографски подаци
Зиферсхитен се налази у савезној држави Шлезвиг-Холштајн у округу Зегеберг. Општина се налази на надморској висини од 29 метара. Површина општине износи 7,1 km². У самом мјесту је, према процјени из 2010. године, живјело 1.190 становника. Просјечна густина становништва износи 168 становника/km².